# Vedrődújfalu
Vedrődújfalu (1899-ig Tót-Újfalu, szlovákul Slovenská Nová Ves, németül Neudorf) község Szlovákiában, a Nagyszombati kerületben, a Nagyszombati járásban.

## Fekvése
Nagyszombattól 12 km-re délnyugatra fekszik.

## Története
Nevének előtagja Vedrőd szomszédságára utal, a név a szlovák voderady szóból ered, mely vízzel dolgozó szolgálónépekre vonatkozott. A névutótag azt fejezi ki, hogy Vedrődhöz képest későbbi alapítású település.
A mai település területén a régészeti leletek tanúsága szerint a vonaldíszes kultúra településének maradványait, valamint a hallstatti kultúra hamvasztásos temetőjét tárták itt fel.
A település első írásos említése 1245-ben történt. 1553-ban a nagyszombati klarisszák és a Földes család birtokolta, később a Farkas, Zichy, Pálffy és Batthyány családoké volt. A Zichyek idejében a vedrődi, a Pálffyak idején a vöröskői uradalomhoz tartozott. 1720-ban 16 háztartása létezett. 1828-ban 39 házában 287 lakos élt.
Vályi András szerint „Tót Újfalu. Tót falu Pozsony Várm. földes Ura Farkas Uraság, lakosai katolikusok, fekszik Cziferhez nem meszsze, és annak filiája; határja 3 nyomásbéli, jó termékenységű, réttye, legelője van, fája nints.”
Fényes Elek szerint „Ujfalu (Tót-), (Szlovenska nova vesz), Poson m. tót falu, a Gidra patakja mellett: 273 kath., 7 zsidó lak., termékeny s jövedelmes határral.”
Pozsony vármegye monográfiája szerint „Tótújfalu, tót kisközség, 66 házzal és 498 róm. kath. vallású lakossal. 1553-ban felerészben a nagyszombati apáczáké, felerészben meg a Földes családé. 1787-ben a Farkas családnak volt itt nagyobb birtoka. Újabbkori birtokosai a Pálffyak és a Zichyek voltak és most is a Pálffyaknak van itt nagyobb birtokuk. Ide tartoznak a Pálffy és a Zichy-majorok. Azonkívűl Tótújfaluhoz tartozik Körtvélyes házcsoport. Mivel pedig a Körtvélyes nevű községről a XIII. század elejétől egész a XV. század végéig sokszor esik említés, szükségesnek tartjuk itt erről a Körtvélyesről megemlékezni. Régi okiratok szerint, akkoriban három Körtvélyes volt a vármegyében egymás közelében. Ma négy Körtvélyes-pusztát és az itt említett házcsoportot ismerjük. Az egyik Körtvélyes-puszta Csölösztőhöz tartozik, a másik Felsőszelihez, a harmadik Nyékhez és a negyedik Tejfaluhoz; de nem tudjuk biztosan megállapítani, hogy az a Körtvélyes, melynek első nyomát 1243-ban IV. Béla egyik oklevelében találjuk, melyik volt. Az akkori három Körtvélyes közül az egyik nemesek kezén volt, a másik pozsonyi várföldként szerepel, míg a harmadik Kozma nevű várjobbágyot uralta. Ezutáni birtokosai egész 1477-ig, előfordulásuk sorrendjében a következők: Tiborczfy Tamás comes, Abaffy Aba comes, Devecsery Eymech fia Márton comes, trencséni Csák Máté, Pechfi Jakab, Csegefi Egyed, Putusfi Hench, Teenkfi Miklós, Gergelyfi Miklós, Nagy Miklós, Jench fia Jakab, Petőfi Mihály, Zavari János, Körtvélyesi András János és Jakab, Hety Lőrinczfi János és Magyarbéli Butya Miklós. E község az okiratokban Curtuelus néven szerepel, de 1426-ban Pammern német néven is. Körvélyes határában 1447-ben Jánosnemdeák nevű puszta is említve van, a Körtvélyesi család birtokaként, mely 1470-ben Sasvári Jánosé, hét évvel később pedig Jánosdeáké. Tótújfalu község postája Vedrőd, távírója pedig Cziffer.”
A trianoni békeszerződésig Pozsony vármegye Nagyszombati járásához tartozott.

## Népessége
| Év:            | 1994. | 2004.   | 2014.    | 2024.    |
| -------------- | ----- | ------- | -------- | -------- |
| Emberek száma: | 453   | 427     | 484      | 555      |
| Eltérés:       |       | -5,73 % | +13,34 % | +14,66 % |

| Év:            | 2023. | 2024.   |
| -------------- | ----- | ------- |
| Emberek száma: | 538   | 555     |
| Eltérés:       |       | +3,15 % |

1910-ben 593, többségben szlovák lakosa volt, jelentős magyar kisebbséggel.
2001-ben 425 lakosából 424 szlovák volt.
2011-ben 450 lakosából 441 szlovák.

## Híres emberek
Itt született Bronislav Ignác Kramár, O
Praem (1945. október 31-én) a želivi (Csehország) premontrei apátság apátja.

## Külső hivatkozások
- E-obce.sk Archiválva 2009. április 4-i dátummal a Wayback Machine-ben
- Községinfó
- Vedrődújfalu Szlovákia térképén
- E-obec.sk